# Phaonia vietnamensis
Phaonia vietnamensis är en tvåvingeart som beskrevs av Shinonaga 2000. Phaonia vietnamensis ingår i släktet Phaonia och familjen husflugor.
Artens utbredningsområde är Vietnam. Inga underarter finns listade i Catalogue of Life.